# Jaime Biscarri
Jaime Biscarri (Barcelona, 1837-Barcelona, 1877) fue un pianista y compositor español.

## Biografía
Nació en Barcelona el 13 de julio de 1837. A instancias de Lluís Boixet, los padres dedicaron a Biscarri al estudio de la música desde los 6 años bajo la dirección del organista y maestro de capilla Francisco Coma, presbítero y disípulo de los violinistas de Cervera. A los 13 años, Biscarri volvió a Barcelona para completar su educación musical a cargo de Francisco Andreví, a la sazón maestro de la capilla de Nuestra Señora de las Mercedes, quien le enseñó armonía, contrapunto y fuga. Estudió piano bajo la dirección de José María Sirvent, aunque fue larga la lista de maestros que tuvo, incluido Henri Herz.
Compuso y publicó varias obras para piano, canto y orquesta, desde una danza americana hasta un cuarteto, desde una sinfonía concertante hasta unas letrillas a la Virgen. Según Saldoni, «todos los géneros ha cultivado, porque cree que para el verdadero músico todas las formas son aceptables, con tal de que el fondo sea artísticamente bello». En 1864 viajó a París con el objeto de estudiar los adelantos musicales y conocer a los más distinguidos artistas de la capital francesa y trató, entre otros, con Gioachino Rossini, François-Joseph Fétis, Michele Carafa, Antoine François Marmontel, Jean-Henri Ravina y Eugène Ketterer.
De la mano del editor de música Andrés Vidal hijo y otros colaboradores, fundó en 1866 el periódico La España Musical, en cuyas columnas publicó sus Ensayos de crítica musical y otros artículos relativos a diferentes asuntos histórico-artísticos. En 1871, la comisión de obsequios conformada para festejar el vigesimoquinto aniversario de la coronación del papa Pío IX le encomendó la composición de la antífona Tu es Petrus, que ejecutó en la catedral de Barcelona el 16 de junio de ese año una numerosa orquesta y un amplio coro de voces. En julio de 1875, con tres Elegías mazurcas dedicadas a la memoria de Frédéric Chopin, ganó el único premio concedido por la ciudad de Valencia a la música profana en un programa de fiestas. «Entregado con pasion al estudio desde una edad muy temprana, el jóven Biscarri, á pesar de las contínuas ocupaciones de su profesion, se ha dedicado al propio tiempo y privadamente á otros diferentes conocimientos, habiendo cursado Humanidades, Filosofía, Teología, Estética y demás estudios anejos á las asignaturas entredichas», añadía Saldoni.
Falleció en Barcelona el 17 de marzo de 1877. Justo ese día había recibido el nombramiento de académico corresponsal de la Real Academia de Bellas Artes de San Fernando. Firmó, entre otras, obras como El lánguido, Imitación de una cajita de música, Capricho español, Marcela, A mi primera ilusión, ¡Yo te amo!, Teresa, Pensando en ti, ¿Baila usted? y Composiciones musicales.